# Rignano Flaminio
Rignano Flaminio és un comune (municipi) de la ciutat metropolitana de Roma, a la regió italiana del Laci, situat uns 35 km al nord de Roma. L'1 de gener de 2018 tenia 10.328 habitants.
Rignano Flaminio limita amb els municipis de Calcata, Capena, Civitella San Paolo, Faleria, Magliano Romano, Morlupo i Sant'Oreste.
Té una estació de tren de la línia Roma-Viterbo.

## Història
Els assentaments agrícoles dels capenats i faliscs a la zona són testimonis dels segles V o IV aC. Al segle vi hi havia una popular església de pelegrinatge, dedicada a Sant Abundi i Sant Abundanci; les relíquies dels sants es van traslladar a Roma, a l'illa Tíber, el 999. El 1159 el Papa Adrià IV va morir a Rignano.
Rignano va ser la primera possessió de Santa Maria in Trastevere i després de la família Savelli, que van ser expulsats poc després pel Papa Alexandre VI. Després de la caiguda dels Borgia, els Savelli la van recuperar i van mantenir el feu fins al 1607, quan el van vendre als Borghese. Més tard va passar a les famílies Muti, Cesi i Massimo.